# Norgesmesterskapet 1919
La Norgesmesterskapet 1919 di calcio fu la 18ª edizione del torneo. Terminò il 12 ottobre 1919, con la vittoria dell'Odd sul Frigg per 1-0. Fu il settimo titolo nella storia del club.

## Risultati

### Terzo turno
| Squadra 1   | Risultato | Squadra 2   |
| ----------- | --------- | ----------- |
| Ørn         | 0 – 1     | Odd         |
| Vidar       | 2 – 5     | Stavanger   |
| Kvik Halden | 6 – 0     | Start       |
| Frigg       | 2 – 0     | Drammens    |
| Kjapp       | 1 – 4     | Fram Larvik |
| Drafn       | 0 – 2     | Lyn Oslo    |
| Eidsvold    | 0 – 5     | Sverre      |
| Larvik Turn | 1 – 2     | Kristiania  |
| Sverre      | 3 – 0     | Aalesund    |

### Quarti di finale
| Squadra 1   | Risultato | Squadra 2   |
| ----------- | --------- | ----------- |
| Odd         | 1 – 0     | Stavanger   |
| Fram Larvik | 2 – 1     | Kvik Halden |
| Lyn Oslo    | 8 – 0     | Kristiania  |
| Frigg       | 3 – 0     | Sverre      |

### Semifinali
| Squadra 1 | Risultato | Squadra 2   |
| --------- | --------- | ----------- |
| Odd       | 1 – 0     | Fram Larvik |
| Frigg     | 3 – 1     | Lyn Oslo    |

### Finale
| Arbitro: | Andersen |

|               |           |  |
| Gundersen 13’ | Marcatori |  |

#### Formazioni
| Odd (2-3-5) |  |                  |
|             |  |                  |
| POR         |  | Ingolf Pedersen  |
| DIF         |  | Thaulow Goberg   |
| DIF         |  | Peder Henriksen  |
| CEN         |  | H. Halvorsen     |
| CEN         |  | Per Haraldsen    |
| CEN         |  | Tidemann Nilsen  |
| ATT         |  | Nils Thorstensen |
| ATT         |  | Haakon Haakonsen |
| ATT         |  | Sverre Andersen  |
| ATT         |  | Einar Gundersen  |
| ATT         |  | Jonas Aas        |

| Frigg (2-3-5) |  |                      |
|               |  |                      |
| POR           |  | Asbjørn Aamodt       |
| DIF           |  | Rolf Semb-Thorstvedt |
| DIF           |  | Yngvar Tørnros       |
| CEN           |  | Jens Olsen           |
| CEN           |  | Ellef Mohn           |
| CEN           |  | Gellon Nielsen       |
| ATT           |  | Trygve Smith         |
| ATT           |  | David Andersen       |
| ATT           |  | Per Bekkedahl        |
| ATT           |  | Bjarne Olsen         |
| ATT           |  | Fridtjof Resberg     |